# Lee Humphrey
Lee Humphrey (* 23. April 1984 in Maryville, Tennessee) ist ein ehemaliger US-amerikanischer Basketballspieler. Nach dem Studium in seinem Heimatland, bei dem er mit den Florida Gators zweimal die NCAA Division I Basketball Championship 2006 und 2007 gewann, wurde Humphrey Profi in Europa. Dabei spielte er von 2008 bis 2011 auch drei Spielzeiten für den deutschen Erstligisten Ratiopharm Ulm in der Basketball-Bundesliga. Der gute Distanzschütze, der bekannt ist für seine hohe Trefferquote jenseits der Dreipunktelinie, spielte ebenfalls in Griechenland, Polen, Frankreich, Ungarn und Litauen.

## Karriere
In seiner letzten Saison als Schüler an der Maryville High School im Bundesstaat Tennessee erzielte Humphrey 27,6 Punkte je Begegnung für die Schulmannschaft.
Zwischen 2003 und 2007 spielte Humphrey während seines Studiums an der University of Florida in der National Collegiate Athletic Association (NCAA) für die Hochschulmannschaft Gators, mit denen er 2006 und 2007 Meister der NCAA Division I wurde. Er spielte an der Seite von Corey Brewer, Al Horford und Joakim Noah, die das Spiel bestimmten, während Humphreys Bedeutung für die Hochschulmannschaft in der Ausführung der ihm zugewiesenen Aufgaben bestand, wozu insbesondere das Ausspielen seiner Stärke als Werfer bestand. In den NCAA-Endspielen 2006 und 2007 traf Humphrey jeweils vier Drei-Punkte-Würfe. Er sorgte auch anderweitig für Schlagzeilen: Bei einem Spiel gegen die Oregon Ducks zerstörte er zum Beispiel durch einen Drei-Punkte-Wurf das Netz, so dass das Spiel für zehn Minuten unterbrochen werden musste. Sein Höchstwert in der NCAA waren sieben Drei-Punkte-Würfe in einem Spiel, diese Leistung gelang ihm zweimal.
Nach dem Ende seiner Hochschulzeit spielte er 2007 bei der NBA-Mannschaft Washington Wizards vor, wurde aber nicht verpflichtet. Der Versuch, sich in Griechenland in einer europäischen Spitzenligen zu behaupten, blieb für Lee Humphrey ohne Erfolg. Erst nach dem Beginn bei Ratiopharm Ulm konnte er an seine Erfolge aus der NCAA anschließen. In der ersten Saison verbuchte er eine sehr hohe Erfolgsquote bei Drei-Punkte-Würfen von fast 44 % und traf zugleich die meisten Dreier der Saison 2008/2009. Humphrey war seit der darauffolgenden Saison Ulms Kapitän. Eine seiner besten Leistungen in der Bundesliga zeigte er im November 2009, als er gegen die BG Göttingen acht seiner zehn Drei-Punkte-Würfe traf und insgesamt 24 Punkte (seine persönliche Bundesliga-Bestmarke) erzielte. Humphreys bester Punkteschnitt in einer Bundesliga-Spielzeit waren 10,9 je Begegnung (Saison 2008/09).
Zur Saison 2011/2012 verließ er Ulm nach insgesamt 103 Bundesliga-Einsätzen und kehrte in die USA zurück. Dort erhielt er einen Vertrag in der NBA Development League (D-League) bei den Rio Grande Valley Vipers.
Zur Saison 2012/2013 kehrte er nach Europa zurück und wechselte in die zweite französische Liga LNB Pro B zu ASC Denain-Voltaire. Nach einer Spielzeit ging er in die Ukraine zum Basketballverein aus der Hauptstadt Kiew, es folgten Stationen in Ungarn und Litauen. Für Utenos Juventus bestritt er nur zwei Spiele und musste sich dann wegen Rückenbeschwerden vom Leistungssport zurückziehen.

## Bestmarken
Rekorde innerhalb der NCAA:
- Meiste erzielte Drei-Punkte-Würfe während der NCAA-Saison (55 Treffer in 14 Spielen)
- Meiste Spiele hintereinander, in denen ein Drei-Punkte-Wurf erzielt wurde (zwischen dem 14. November 2006 bis zum 2. April 2007)

Rekorde innerhalb Florida:
- Meiste erzielte Drei-Punkte-Würfe während der Saison (113 Treffer während der Saison 05/06 sowie 06/07)
- Meiste erzielte Drei-Punkte-Würfe innerhalb der Karriere (insgesamt 288 Treffer)

Bestmarken innerhalb der Basketball-Bundesliga:
- Meiste erzielte Drei-Punkte-Würfe während der Saison 2008/2009 (84 Treffer, zusammen mit Osvaldo Jeanty)
- Meiste Drei-Punkte-Versuche während der Saison 2008/2009 (192, Quote: 43,8 %)